# Халил Рза Улутюрк
Халил Рза Улутюрк (азерб. Xəlil  Rza Ulutürk; 21 октября 1932 — 22 июня 1994) — азербайджанский поэт и филолог, деятель азербайджанского национально-освободительного движения, Народный поэт Азербайджана (1992).

## Биография
Халил Рза получил своё первое образование в родных местах в Сальяне. Первое его стихотворение под названием «Книга» было напечатано в 1948 году в газете «Азербайджанский пионер». В 1949 году Халил Рза Улутюрк поступает на факультет филологии Азербайджанского государственного университета. Учась в университете, он активно участвует в литературном кружке, где знакомится с такими личностями, как Бахтияр Вагабзаде, Джафар Хандан и Мирза Ибрагимов.
В 1954 году, по окончании университета Халил Рза приступает к работе в редакции журнала «Женщина Азербайджана». Являясь литературным работником издания, он часто выступает со статьями в других изданиях, также часто печатаются его всё новые и новые стихи. В том же 1954 году Халил Рза вступает в союз писателей. Первое собрание его стихов выпускается в книге «Идёт весна» в 1957 году. В августе 1957 года союз писателей Азербайджана отправляет юного поэта в Москву на двухгодичные высшие литературные курсы в Институт мировой литературы имени А. М. Горького. По возвращении из Москвы поэт продолжает своё образование в аспирантуре Азербайджанского педагогического института. В 1963 году он защитил диссертацию на тему «Жанр поэмы в послевоенной азербайджанской литературе (1945—1950)», получив тем самым научную степень кандидата филологических наук. После защиты диссертации Халил Рза Улутюрк приступает к педагогической деятельности в институте, но это не продолжается долго, так как очень скоро его отстраняют от преподавательской деятельности как «политически ненадёжного». Кроме этого, поэту не позволяют ездить в районы республики по линии общества «Знания». Халил Рза переходит на работу в Музей азербайджанской литературы, здесь он занимается литературной и научно-исследовательской деятельностью. В это время он пишет монографии на тему «Азербайджано-узбекских литературных связей» и на многие другие темы. В 1985 году Халил Рза Улутюрк защищает докторскую диссертацию на тему «Художественная деятельность Магсуда Шейхзаде и актуальные проблемы азербайджано-узбекских литературных связей». В 1986 году Халил Рза за вклад в развитие азербайджанской литературы был удостоен звания заслуженного деятеля искусства. Он также был переводчиком, на родной язык перевёл поэму «Сокровищница тайн» Низами.

### Деятельность в азербайджанском национально-освободительном движении
В конце 1980-х годов в СССР начинается период гласности и перестройки, в Азербайджане совпадает с началом национального движения, за этими событиями следуют беспорядки в НКАО и изгнания азербайджанцев из Армянской ССР Халил Рза становится активным участником национального движения. Поэт часто выступает на митингах, бывает в неспокойных регионах республики. После событий 20 января 1990 года в Баку, 26 января Халил Рзу арестовывают и отправляют в Москву в Лефортовскую тюрьму. Там он пробыл до октября 1990 года, а потом был отправлен в Баку, где после месячного судебного процесса поэт получил оправдательный приговор и был отпущен на свободу. Во время военного конфликта в Карабахе Халил Рза Улутюрк часто бывает в зонах военных действий, выступает перед солдатами.
В 1992 году Халил Рза был удостоен почётного звания Народного поэта Азербайджана. События 20 января 1990 года, Лефортовская тюрьма и последующие события подорвали здоровье поэта. В 1993 году в Турции ему делают операцию на сердце. Возвратившись после лечения в Баку, Халил Рза снова почувствовал себя плохо и опять оказывается в больнице. На этот раз по совету врачей он отправляется на лечение в Германию. По возвращении из Германии Халил Рза продолжает свои поездки в зоны военных действий.
В 1994 году во время официального визита Гейдара Алиева во Францию Халил Рза Улутюрк также был включён в состав делегации. Этот визит был последним в его жизни, спустя некоторое время поэт скончался. Похоронен на Аллее почётного захоронения в Баку. Посмертно награждён орденом «Истиглал».

## Семья
- Жена — Фирангиз Улутюрк. Происходила из рода Ашурбековых (по матери)[2][3].
- Сын — Тебриз Халилбейли (12.02.1964 — 31.1.1992). Участник Первой карабахской войны. Погиб на фронте. Указом президента Азербайджанской Республики № 264 от 8 октября 1992 года Халилбейли Тебризу Халил Рза оглы было присвоено звание Национального Героя Азербайджана (посмертно). Гибель Тебриза Халилбейли потрясла его отца поэта Улутюрка, который посвятил памяти сына ряд своих стихотворений[4].
  - Внучки — Тюркай и Гюльтадж.
- Сын — Рза Халилбейли. 
  - Внучки — Гюльнур и Фирангиз[5].
- Племянник — Камран Юнис, азербайджанский актер и режиссёр[6].

## Творчество
Поэт оставил после себя большое литературное наследие. Халил Рза Улутюрк много писал на тему свободы, любви к родной земле.
Произведения.
- «Идёт весна» 1957.
- «Любящие глаза» 1959.
- «Дастан любви» 1961.
- «Моё солнце» 1963.
- «Широко раскрой руки» 1965.
- «К новым высотам» 1971.
- «Величие» 1973.
- «Магсуд Шейхзаде» 1978.
- «Найду тебя» 1980.
- «Художественное творчество Магсуда Шейхзаде» 1981.
- «И Олени едят соль» 1981.
- «Длинные ночи из жизни» 1982.
- «Куда идёт этот мир» 1983.
- «Родник, выходящий из камня» 1986.
- «С меня начинается родина» 1988.
- «Продолжается 37-й» 1992.
- «Между Луной и Солнцем» 1992.
- «Героический Табриз» 1994.
- «Тюркский мир» 1994.
- «Я есть Восток» 1994.
- «Прости родина» 1996.
- «В Лефортовской темнице» 1998.

## Награды
- Орден «Независимость» (15 апреля 1995 года, посмертно) — за особые заслуги в борьбе за национальную свободу азербайджанского народа[7].
- Народный поэт Азербайджана (24 апреля 1992 года) — за большие заслуги в развитии национальной литературы Азербайджана[8].
- Заслуженный деятель искусств Азербайджанской ССР (1986 год).

## Улутюрк в культуре
- В 2007 году на экраны вышел документальный турецкий фильм «Поэт свободы», посвящённый жизни и творчеству Улутюрка[9].
- Персонаж романа «Каменные сны» Акрама Айлисли, Улурух Туранмекан, упоминается, как основанный на Улутюрке. В романе Улурух Туранмекан во время армянских погромов в Баку руководил толпой и пытался поджечь армянскую церковь[10][11][12]. Подобное упоминание Улутюрка правовед и журналист Аслан Исмайлов[азерб.] назвал унижением поэта[10]. Согласно заявлению Союза писателей Азербайджана, подобный задевающий Улутюрка пародийный образ был создан из-за наличия у поэта «тюркского духа»[11].